# Ortalis ruficeps
Espèce
Statut de conservation UICN
( NA)( NA)

 NA : Non applicable
Ortalis ruficeps est une espèce d'oiseaux de la famille des Cracidae. Elle était et est parfois encore considérée comme une sous-espèce de l'Ortalide motmot (O. motmot).

## Répartition
Cette espèce est endémique du Brésil.